# スミスフィールド (ロードアイランド州)
スミスフィールド（英: Smithfield）は、アメリカ合衆国ロードアイランド州のプロビデンス郡にある町。人口は2万2118人（2020年）。町の中にエスモンド、ジョージアビル、マウンテンデール、ハントンシティ、スティルウォーター、グリーンビルという歴史あるビレッジが入っている。

## 歴史

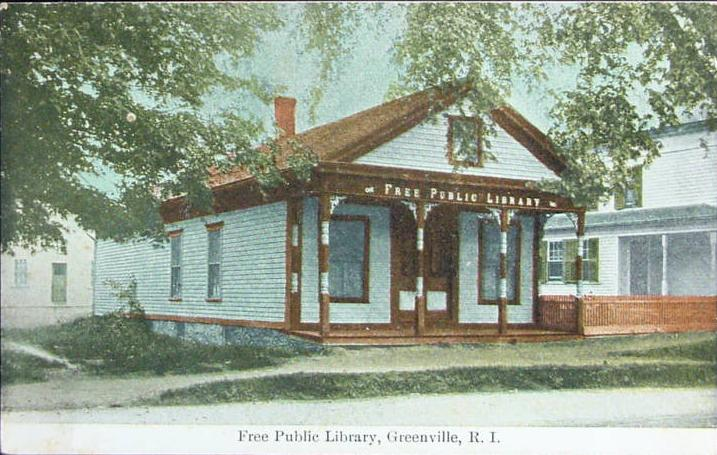
グリーンビルの図書館、1908年の絵葉書

現在のスミスフィールドを構成する地域では、ジョン・スティアなどイギリスからの開拓者数人が入ったのが1636年であり、まず農業社会として、ロンドンのスミスフィールドから名前が採られた。1731年までは、プロビデンスの領域に入っていたが、そのときに別の町として法人化された。ロードアイランド最高裁判所の首席判事にもなったペレグ・アーノルドが初期のスミスフィールドに住んでおり、1690年に建てた家が現在も残っている。18世紀初期のスミスフィールドにはクエーカー教徒の活発な社会があり、グレート道路に沿って、現在の北はウーンソケットから南のマサチューセッツ州アクスブリッジまで広がっていた。このクエーカー教徒の社会およびその教徒は、奴隷制度廃止運動に影響力を持つようになり、エフィンガム・カプロンやアビー・ケリー・フォスターなどの教徒が居り、またスーザン・B・アンソニーが初期の教徒として生まれたマサチューセッツ州アダムズなど他のクエーカー教徒開拓地を隆盛させた。エリザベス・バファム・チェイスは奴隷制度廃止運動にも女性の権利獲運動にも影響力を持った者として、スミスフィールド出身の良く知られた人物だった。19世紀に入って、町にも幾つかの工場が建てられた。19世紀半ばノーススミスフィールドとリンカーンが別の町として分離設立された。植民地時代のゴーストタウンであるハントンシティが現在のスミスフィールド町域に入っているが、18世紀は完全に別の町だった。スミスフィールドのマサチューセッツ州との境界側出身の独立戦争軍人ジェイムズ・バクストン大尉は、マサチューセッツ民兵および大陸軍のベテランとして終わり、マサチューセッツ州知事のジョン・ハンコックからマサチューセッツ州ウースター郡の土地300エーカー (1.2 km²) を与えられた。このためにバクストンはロードアイランドの独立戦争軍人の歴史から外されている。バクストンはバレーフォージにいたことが知られている。

## 地理
アメリカ合衆国国勢調査局に拠れば、市域全面積は27.8平方マイル (71.9 km2)であり、このうち陸地26.6平方マイル (68.9 km2)、水域は1.2平方マイル (3.1 km2)で水域率は4.31%である。

## 教育
スミスフィールドには公立の小学校数校、中学校1校、高校1校がある。この高校はロードアイランド州にある52校の高校の中で、2006年に17位にランクされている。私立ローマ・カトリック系の学校であるセントフィリップス学校は幼稚園から8年生を教えており、グリーンビルにある。カトリック系カレッジのマター・エクレシエ・カレッジがスミスフィールドにあり、元はセントアロイシウス孤児院だった施設を使っている。

### ブライアント大学
ブライアント大学はスミスフィールドにある経営と芸術科学の学部のある私立大学である。
1971年、タッパーウェアの創業者で、ブライアント大学の卒業生、アール・サイラス・タッパー（Earl Silas Tupper : 1907年〜1983年）が、現在のキャンパスに428エーカー (1.73 km2) の土地を寄付し、大学は現在地に移転してきた。有名なブライアント・アーチウェイも移された。昔のエミン家やジョセフ・モウリー大尉の邸地が、現在のスミスフィールド・キャンパスをなす敷地の大半を占めていた。19世紀後半から20世紀半ばまで、この敷地は購入され農耕が行われていた。今日、当初いたエミン家の多くの子孫が現在も大学キャンパス近くに住んでいる。エミン家の中に大学の出身者もおり、エミン家への感謝の印として奨学金を出している。エミン家の古い写真が卒業生会館で見られる。